# Giao tranh Nagorno-Karabakh 2023
Cuộc giao tranh Nagorno-Karabakh xảy ra vào ngày 19 tháng 9 năm 2023 khi Azerbaijan phát động một cuộc tấn công quân sự vào Artsakh, một đất nước ly khai, và được quốc tế công nhận là một phần của Azerbaijan. Khi khủng hoảng dần leo thang sau khi Azerbaijan phong tỏa Cộng hòa Artsakh và dẫn đến các nguồn cung cấp thiết yếu như thực phẩm, thuốc men và các hàng hóa khác trong khu vực bị ảnh hưởng bởi sự khan hiếm đáng kể.
Một ngày sau khi cuộc tấn công bắt đầu, vào ngày 20 tháng 9, người ta đã đạt được một thỏa thuận về việc chấm dứt hoàn toàn các hoạt động thù địch ở Nagorno-Karabakh dưới sự hòa giải của Bộ chỉ huy gìn giữ hòa bình Nga ở Nagorno-Karabakh. Azerbaijan đã tổ chức một cuộc họp với đại diện của người Armenia Nagorno-Karabakh vào ngày 21 tháng 9 tại Yevlakh và một cuộc họp tiếp theo sẽ được tổ chức vào tháng tiếp theo. Tuy nhiên, người dân và quan chức Artsakhi đã tố cáo các hành vi vi phạm lệnh ngừng bắn của Azerbaijan.

## Bối cảnh
Xung đột Nagorno-Karabakh là cuộc xung đột sắc tộc và lãnh thổ giữa Armenia và Azerbaijan trên khu vực Nagorno-Karabakh, nơi sinh sống chủ yếu của người dân tộc Armenia. Khu vực Nagorno-Karabakh được tuyên bố chủ quyền hoàn toàn và trên thực tế được kiểm soát một phần bởi Cộng hòa Artsakh ly khai nhưng được quốc tế công nhận là một phần của Azerbaijan. Trên thực tế, Azerbaijan kiểm soát 1/3 khu vực Nagorno-Karabakh cũng như 7 huyện xung quanh.

## Phản ứng

### Armenia
Thủ tướng Armenia Nikol Pashinyan tuyên bố rằng Lực lượng vũ trang Armenia không tham gia vào cuộc giao tranh và lực lượng của họ không đóng quân ở Nagorno-Karabakh. Ông cũng nhắc lại rằng tình hình ở biên giới Armenia-Azerbaijan ổn định và cho biết Azerbaijan đang cố gắng thanh lọc sắc tộc trong khu vực. Pashinyan cũng cho rằng động cơ tấn công của Azerbaijan là nhằm lôi kéo Armenia vào một cuộc đối đầu quân sự. Sau lệnh ngừng bắn vào ngày 20 tháng 9, Pashinyan cho biết đất nước đang chuẩn bị cho 40.000 gia đình từ Nagorno-Karabakh tràn vào.

### Nga
Phát ngôn nhân Bộ Ngoại giao Nga Maria Zakharova nói rằng Nga "hết sức cảnh giác trước sự leo thang mạnh mẽ"." Chủ tịch Hội đồng An ninh Nga Dmitry Medvedev nói rằng Nga sẽ không bảo vệ Armenia khỏi cuộc tấn công của Azerbaijani, đồng thời chỉ trích mạnh mẽ Thủ tướng Armenia Nikol Pashinyan.

### Thổ Nhĩ Kỳ
Hakan Fidan, Bộ trưởng Bộ Ngoại giao, đề nghị hỗ trợ ngoại giao cho Azerbaijan, tuyên bố rằng hoạt động quân sự của họ là "chính đáng" và rằng "Azerbaijan đã thực hiện các biện pháp mà họ cho là cần thiết trên lãnh thổ có chủ quyền của mình." Phát biểu tại Đại hội đồng Liên Hợp Quốc, Tổng thống Thổ Nhĩ Kỳ Recept Tayyip Erdoğan tuyên bố "Như mọi người hiện đã thừa nhận, Karabakh là lãnh thổ của Azerbaijan. Việc áp đặt một quy chế khác [đối với khu vực] sẽ không bao giờ được chấp nhận, " và rằng "[Thổ Nhĩ Kỳ] ủng hộ các bước đi của Azerbaijan - quốc gia mà chúng tôi cùng hành động với phương châm một quốc gia, hai nhà nước - để bảo vệ sự toàn vẹn lãnh thổ của mình."